# Christella
Christella is een voormalig geslacht van ongeveer vijftig soorten varens uit de moerasvarenfamilie (Thelypteridaceae).
In de taxonomische classificatie van Smith en anderen uit 2006 zijn deze opgenomen in de geslachten Cyclosorus en Thelypteris.
Voor de kenmerken van dit geslacht, zie aldaar.

## Naamgeving enetymologie
- Synoniemen: Nephrodium Schott (1834), Christella sect. Pelazoneuron Holtt. (1974)

De botanische naam Christella is waarschijnlijk een eerbetoon aan Konrad Hermann Heinrich Christ (1833–1933), een Zwitsers botanicus.
Geslachten Cyclosorus (incl. Ampelopteris, Amphineuron, Chingia, Christella, Cyclogramma, Glaphyropteridopsis, Goniopteris, Meniscium, Menisorus, Mesophlebion, Pelazoneuron, Plesioneuron, Pneumatopteris, Pronephrium, Pseudocyclosorus, Sphaerostephanos, Stegnogramma, Steiropteris, Trigonospora) · Macrothelypteris · Oreopteris · Phegopteris · Pseudophegopteris · Thelypteris (Moerasvaren) (incl. Amauropelta, Coryphopteris, Metathelypteris, Oreopteris, Parathelypteris)